# 松永久通
松永 久通（まつなが ひさみち）は、戦国時代から安土桃山時代にかけての武将。松永久秀の嫡男。

## 生涯
天文12年（1543年）、三好氏の家臣・松永久秀の嫡男として誕生。早くから父に従い、永禄6年（1563年）閏12月に従五位下右衛門佐に叙位・任官し、同月に家督を譲られ大和多聞山城主となる。
永禄7年（1564年）6月22日、主君・三好長慶の甥で養嗣子の三好義継に従い上洛、23日に室町幕府13代将軍・足利義輝と謁見し、義継は長慶の後継者としての地位を確認された。7月4日には長慶が死去し、義継が名実ともに三好家当主の座についた。
永禄8年（1565年）5月1日には義継や三好長逸とともに上洛して義輝に出仕し、義継とともに偏諱を受けて、久通は「義久」に改名した。しかし5月19日、義継や長逸、久通は一万余りの軍勢を率いて再び上洛し、二条御所にいた義輝を襲撃、殺害した（永禄の変）。この後、名を義久から久通に戻した。
同年から父・久秀と長逸ら三好三人衆の内戦が始まり、永禄9年（1566年）6月に父が姿をくらますと多聞山城の守備に徹し、永禄10年（1567年）4月に父が復帰するまで三人衆方の筒井順慶と大和で戦った。
永禄11年（1568年）9月、織田信長が義輝の弟・足利義昭を奉じて上洛してくると、父と共に義昭に帰参し、義昭・信長から大和支配を認められる。10月には筒井順慶から筒井城を奪い、その他の筒井方諸城も義昭・信長からの援軍を受けて攻略していった。
以後、久秀・久通父子は義昭幕府の下で活動するが、元亀2年（1571年）に幕府から離反した。久秀・久通は義継や三人衆らとともに義昭・信長方と戦うが、反義昭・反信長勢力が優勢となる元亀4年（1573年）2月、義昭も信長を敵として挙兵した。しかし義昭の挙兵が二度とも鎮圧され、同年11月に若江城の義継も滅亡すると、織田軍に多聞山城を攻められていた久秀・久通は信長に降伏した。
この後、天正3年（1575年）3月に塙直政が大和守護を務めることになり、直政と筒井順慶を中心に大和は支配されることとなる。この体制の下、同年7月に久通は十市遠勝の娘おなへ（御料）を妻に迎え、龍王山城に移った。11月には妻の一族の十市遠長を攻め、12月には龍王山城西麓の柳本城を落とした。遠長との戦いは翌年まで続き、天正4年（1576年）3月に原田（塙）直政が十市城を接収し、遠長を河内へ追放している。
同年5月、石山本願寺攻め（石山合戦）に参加し、天王寺の戦いで直政は戦死、一時は久通も戦死したとの噂が流れたという（『多聞院日記』）。原田直政の死後、大和の支配は筒井順慶に任され（『多聞院日記』）、また信長によって多聞山城の破却が決定され、同年8月から翌天正5年（1577年）7月に掛けて、久通はその解体に関わった。
天正5年（1577年）8月17日、久秀・久通父子は本願寺攻めから離脱し、信貴山城に籠城した。9月末には松永方の城に織田の軍勢が差し向けられ、久通は10月1日に柳本城で自害したとも（『多聞院日記』）、柳本城から信貴山城に逃れ、10月10日に久秀とともに自害したとも考えられる（信貴山城の戦い）。また信貴山城から脱出し、大坂方面へ落ち延びる途中で雑兵に殺されたとする説もある（『 老人雑話』）。織田家に人質として預けられていた子が2人（14歳と12歳だったという）いたが、信貴山城落城前に京都六条河原で処刑されている（『兼見卿記』『信長公記』）。

## 子孫
一説に子に彦兵衛（一丸）がいたといわれ、その系統の子孫から海軍中将・松永貞市、海軍大尉・松永市郎、iモード開発者の松永真理が出た。